# Poa magadanica
Poa magadanica là một loài thực vật có hoa trong họ Hòa thảo. Loài này được Kuvaev miêu tả khoa học đầu tiên năm 1984.